# جويلريوم ديشامب
غيوم ديشان (بالفرنسية: Guillaume Deschamps)‏ (23 نوفمبر 1978 مارسيليا فرنسا - ) هو لاعب كرة قدم فرنسي، يلعب كمهاجم، لعب 77 مباراة وسجل 26 هدف.

## مسيرته

### مسيرته مع الأندية
- 2000 - 2001 لعب مع نادي جازيليك أجاكسيو 26 مباراة سجل خلالها 7 أهداف.
- 2002 - 2003 لعب مع نادي شاتورو 30 مباراة سجل خلالها 15 هدف.
- 2004 - 2005 لعب مع نادي نيور 17 مباراة سجل خلالها 4 أهداف.
- 2007 - 2007 لعب مع نادي ساربروكن 4 مباريات.

## روابط خارجية
- جويلريوم ديشامب على موقع قاعدة بيانات كرة القدم.إي يو (الإنجليزية)
- جويلريوم ديشامب على موقع Soccerway.com (الإنجليزية)
- جويلريوم ديشامب على موقع عالم كرة القدم.نت (الإنجليزية)
- جويلريوم ديشامب على موقع GSA (الإنجليزية)